# Giuseppe Rusconi

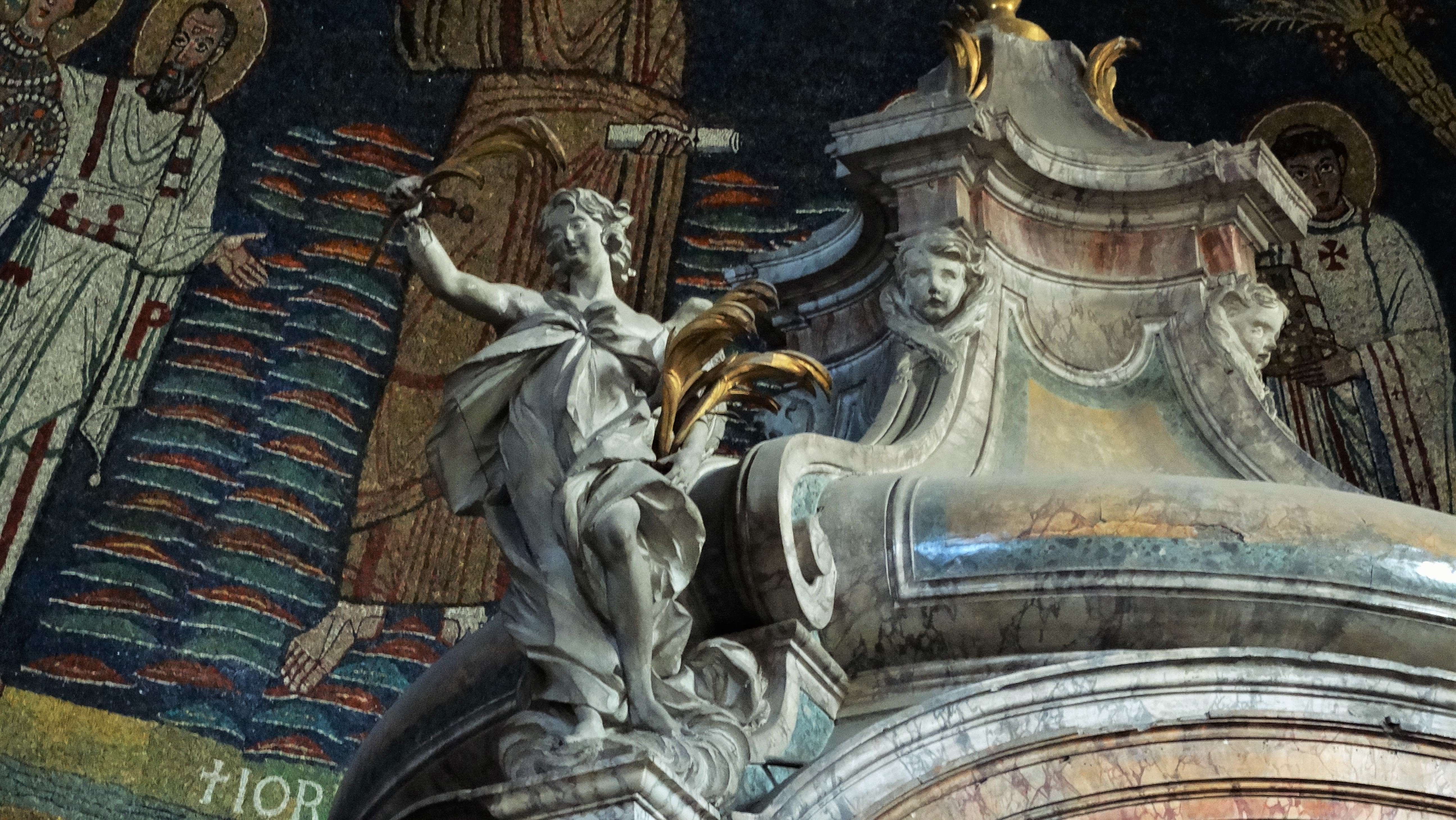
Basilica di Santa Prassede, angelo del Presbiterio

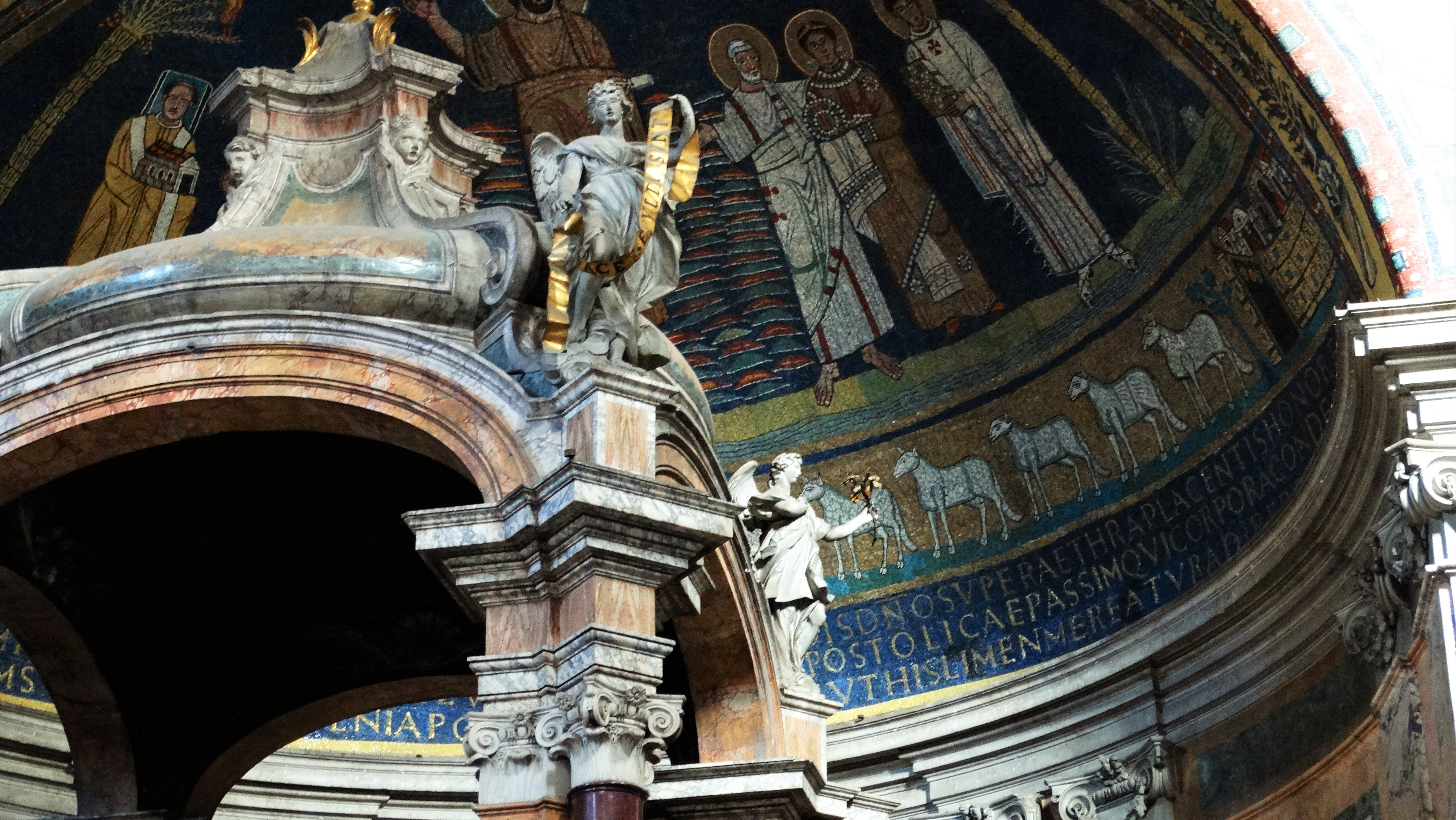
Basilica di Santa Prassede, un altro angelo del Presbiterio

Giuseppe Rusconi (Tremona, 1688 – Roma, 1758) è stato uno scultore svizzero.

## Biografia
Le notizie biografiche sono scarse e incerte. Fu allievo dello scultore svizzero-italiano Camillo Rusconi, morto all'improvviso e dal quale ereditò sia la bottega sia le commesse, anche se probabilmente non ne era il nipote.
Nel Palazzo Nazionale di Mafra, grandioso monastero della città portoghese di Mafra, sono attribuite a Giuseppe Rusconi due statue di Santi fondatori di Ordini religiosi, destinate all'atrio.

### Sculture a Roma
Nella chiesa romana dei Santi Luca e Martina un busto inciso è di Camillo Rusconi e rappresenta San Matteo. Camillo Rusconi lo abbozzò 1728 е lo completò nel 1735 Giuseppe Rusconi che scolpì anche la statua in marmo di Sant'Ignazio, a San Pietro, su un modello di stucco di Camillo Rusconi che ora è conservato nella Chiesa di Sant'Ignazio. 
Su disegno di Pietro da Cortona, Giuseppe Rusconi realizzò in stucco l'urna di Sant'Ignazio, nella Chiesa del Gesù.
Nella Basilica di San Giovanni in Laterano, per il monumento funebre di Clemente XII Giuseppe Rusconi scolpì la statua della Fortezza che è in una nicchia. Nella Basilica di Santa Prassede, sul colle Esquilino, il ciborio, che è sostenuto da quattro colonne antiche in porfido rosso appartenenti al precedente ciborio, ha sulla cupola quattro angeli in stucco, con palme e cartigli dorati a oro zecchino, realizzati da Giuseppe Rusconi nel 1730.
Una sua terracotta, che rappresenta San Camillo de Lellis, è conservata al Museo di Palazzo Venezia.
Suo allievo è stato lo scultore Francesco Queirolo (Genova, 1704–Napoli, 1762). Nel 1728, Giuseppe Rusconi fu accolto come membro dall'Accademia di San Luca. Il suo busto in marmo è al Palazzo dei Conservatori, insieme ad altri busti marmorei di personaggi illustri.